# Kyselina chloristá
Kyselina chloristá HClO4 je jednou z nejsilnějších kyselin. Vyrábí se obvykle elektrochemickou oxidací chlorečnanů a komerčně se distribuuje jako vodný roztok o koncentraci přibližně 70 %, který je prakticky neomezeně stálý.
Ve zředěných roztocích se kyselina chloristá chová pouze jako velmi silná kyselina. V koncentrovaném stavu a za horka je ovšem mimořádně silným oxidačním prostředkem, využívaným např. k rozkladům stálých organických polymerů (polystyren, PVC). Doporučuje se však, aby uvedené reakce prováděl pouze zkušený chemik, protože při nich hrozí nebezpečí exploze. Zároveň je známo, že organické látky (např. dřevěné součásti laboratorních digestoří) mohou po dlouhodobém styku s parami kyseliny chloristé nebo oxidu chloristého samovolně explodovat.
Velká většina solí kyseliny chloristé – chloristanů – jsou sloučeniny velmi dobře rozpustné ve vodě. Výjimku tvoří chloristan draselný KClO4, chloristan rubidný RbClO4, chloristan cesný CsClO4 a chloristan amonný (NH4)ClO4. V analytické chemii slouží tento jev k důkazu nebo separaci uvedených kationtů.

## Soli
- Chloristan draselný a amonný jsou složkou různých pyrotechnických směsí. Chloristan amonný je základem pevného paliva raketových motorů, využíval jej např. i americké raketoplány programu Space Shuttle.[3]